# Uhlsdorf
Uhlsdorf ist ein zum Ortsteil Wolkenburg-Kaufungen der Stadt Limbach-Oberfrohna gehöriger Ort im Landkreis Zwickau, Sachsen. Die Gemeinde Uhlsdorf mit ihren Ortsteilen Herrnsdorf und Mühlwiese wurde am 1. März 1965 nach Wolkenburg/Mulde eingemeindet, mit der Uhlsdorf am 1. Januar 1994 zur Gemeinde Wolkenburg-Kaufungen und am 1. Januar 2000 zur Großen Kreisstadt Limbach-Oberfrohna kam.

## Geografie

### Geografische Lage
Uhlsdorf ist der südlichste Ort des Ortsteils Wolkenburg-Kaufungen der Stadt Limbach-Oberfrohna. Der östliche, jenseits des Herrnsdorf-Bräunsdorfer Bachs gelegene Ortsteil Mühlwiese gehörte bis 1950 zu Kaufungen. Am Ullersberg, welcher zum Wolkenburger Revier gehört, wurde bis ins 19. Jahrhundert Bergbau betrieben. Geographisch befindet sich Uhlsdorf an der Südwestspitze des Sächsischen Granulitgebirges. Ein nördlicher Ausläufer der Ortsflur reicht fast bis an die Zwickauer Mulde.

### Nachbarorte
| Schlagwitz          | Herrnsdorf                                  |                      |
| Niederwinkel        | Kompassrose, die auf Nachbargemeinden zeigt | Mühlwiese, Kaufungen |
| Altstadt Waldenburg | Langenchursdorf                             |                      |

## Geschichte

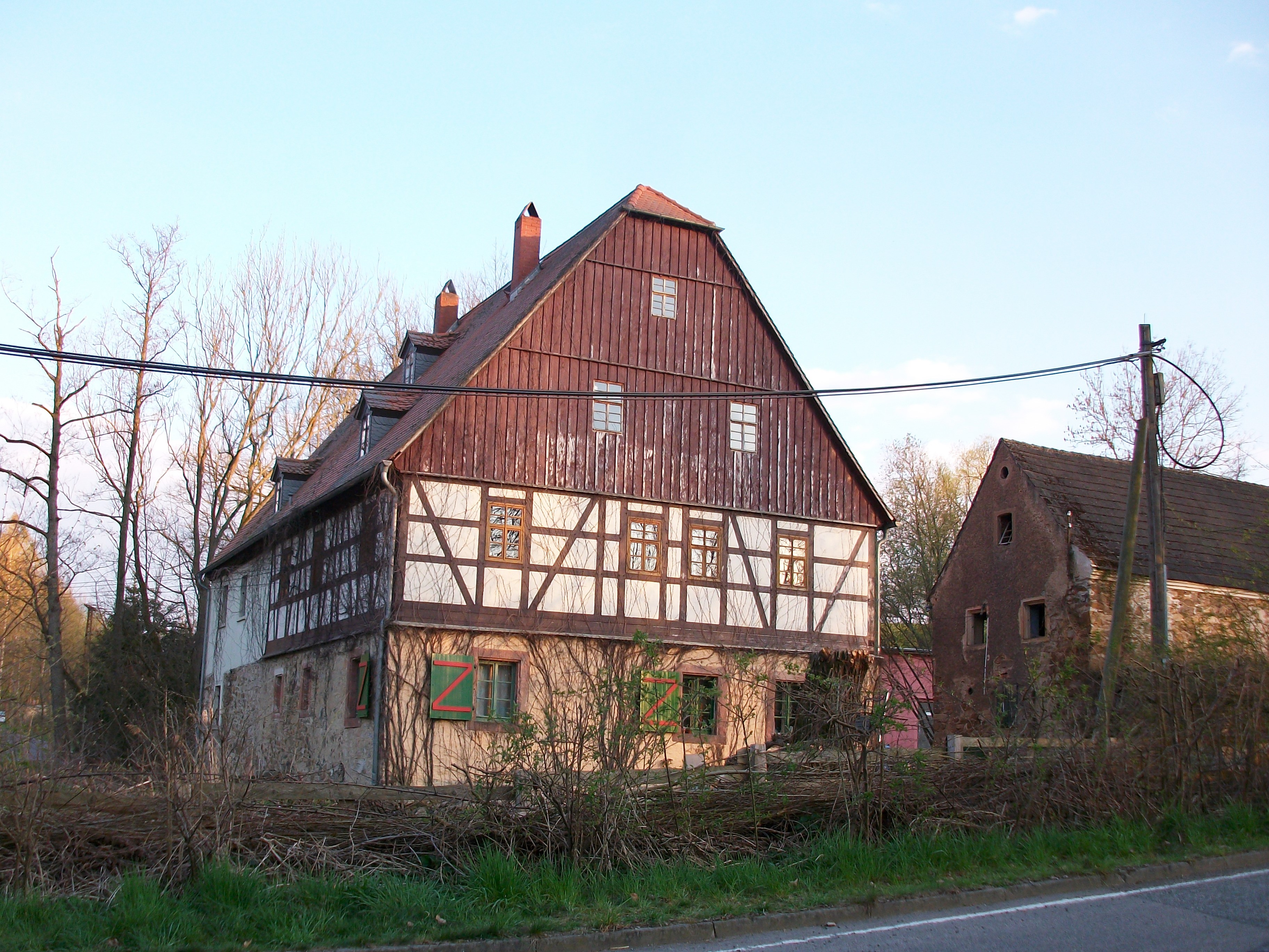
Ehemalige Mühle in Uhlsdorf

Das Waldhufendorf Uhlsdorf in einem Seitental der Zwickauer Mulde wurde im Jahr 1512 als „Ulerstorff“ erwähnt. Bereits im 14. Jahrhundert wurde am Ullersberg Bergbau betrieben, was eine im Mittelalter existierende Bergarbeiteransiedlung „Ullrichsberg“ belegt. Der Bergbau im Wolkenburger Revier blühte besonders im 16. Jahrhundert. Er wurde erst im 19. Jahrhundert eingestellt.
Kirchlich gehörte Uhlsdorf bis zur Reformation zur Kirche in Niederwinkel, danach zur Wolkenburger Kirche. Bezüglich der Grundherrschaft unterstand Uhlsdorf dem Rittergut Wolkenburg, welches im Besitz der Herren von Kauffungen und später der Herren von Einsiedel war. Der Besitz der benachbarten Schlösser Wolkenburg und Kaufungen unterstand seit 1766 einer gemeinsamen Gerichtsverwaltung. Die Herrschaft Wolkenburg, zu der Uhlsdorf gehörte, unterstand als Exklave in den Schönburgischen Herrschaften dem kursächsischen Amt Borna. Sie bestand bis in die Mitte des 19. Jahrhunderts. Im Jahr 1851 kam Uhlsdorf als Teil der Herrschaft Wolkenburg an das königlich-sächsische Gericht Limbach und im Jahr 1856 zum Gerichtsamt Penig, das im Jahr 1875 in der Amtshauptmannschaft Rochlitz aufging.
Am 1. Juli 1950 wurde der Kaufunger Ortsteil Mühlwiese aufgrund seiner geographischen Nähe zu Uhlsdorf dorthin umgegliedert. Weiterhin wurde am 1. Juli 1950 auch der nördlich gelegene Nachbarort Herrnsdorf nach Uhlsdorf eingemeindet. Durch die zweite Kreisreform in der DDR kam die Gemeinde Uhlsdorf im Jahr 1952 vom Landkreis Rochlitz zum Kreis Glauchau im Bezirk Chemnitz (1953 in Bezirk Karl-Marx-Stadt umbenannt).
Die Gemeinde Uhlsdorf mit der Siedlung Mühlwiese und dem Ortsteil Herrnsdorf wurde am 1. März 1965 nach Wolkenburg/Mulde eingemeindet, welches sich am 1. Januar 1994 mit Kaufungen zur Gemeinde Wolkenburg-Kaufungen zusammenschloss. Wolkenburg und Kaufungen gehörten bereits seit 1990 zum sächsischen Landkreis Glauchau, der 1994 im Landkreis Chemnitzer Land bzw. 2008 im Landkreis Zwickau aufging. Am 1. Januar 2000 wurde die Gemeinde Wolkenburg-Kaufungen nach einer gescheiterten Verwaltungsgemeinschaft mit Waldenburg in die Stadt Limbach-Oberfrohna eingegliedert. Dadurch gehört auch Uhlsdorf seitdem zum Ortsteil Wolkenburg-Kaufungen.